# Ribja brv
Ribja brv je bil manjši most (brv za pešce) preko Ljubljanice v Ljubljani, ki je ležal med Hribarjevim nabrežjem v podaljšku Gerberjevega stopnišča na levem bregu in Ribjim trgom na desnem bregu reke. Postavljena je bila leta 1991 iz ostankov nosilcev iz lepljenega lesa, ki so jih uporabili pri obnovi Tromostovja. Brv se je takoj po odprtju izkazala kot nenadomestljiva povezava pešcem med Kongresnim trgom in Staro Ljubljano.
V skladu z regulacijskim načrtom za mesto Ljubljana je brv na tem mestu predvidel že Maks Fabiani, arhitekt in urbanist, v letu 1895. Kasneje (1913) je arhitekt Alfred Keller v okviru ureditve obrežja Ljubljanice na tem mestu predvidel stopnice do reke. Leta 1934 je obe zamisli povzel arhitekt Jože Plečnik, saj je pri preureditvi Kongresnega trga oblikoval stopnišče k pristanu Makalonca. V naslednjih letih so različni študentje arhitekture narisali več variant projektnih rešitev vse do leta 1991, ko je bila brv tudi zgrajena.
Brv je z leti propadala, tako da je v letu 2004 Oddelek za gospodarske javne službe in promet mestne uprave Mestne občine Ljubljana izvedel prvo sanacijo, ki je obsegala impregnacijo poškodovanih lesenih delov in zamenjavo dotrajanih delov konstrukcije ter zaščito oziroma zamenjavo dotrajanih jeklenih delov brvi.
Ponovno je bila potrebna sanacija leta 2011, ko je Zavod za gradbeništvo Slovenije (ZAG) izdal mnenje o stanju lesene brvi, v katerem so predlagali, da se zaradi močnih poškodb glavnih nosilcev, zaradi česar brv ni več primerna za uporabo, celotna brv čim prej zamenja. Izvedena so bila nujna sanacijska dela: sanacija lesenih lepljenih nosilcev, spodnjih napenjalk in veznih tramov.
V juniju 2012 pa je MOL razpisala arhitekturni natečaj za izbiro strokovno najprimernejše rešitve ter izbiro izvajalca za izdelavo projektne dokumentacije nove brvi čez Ljubljanico med Ribjim trgom in Gerberjevim stopniščem. Izbrana je bila rešitev avtorjev Petra Gabrijelčiča, Gregorja Cipota in Boštjana Gabrijelčiča s sodelavci Tomažem Budkovičem, Danielom Zorcom, Simonom Severjem. Avtorji utemeljujejo svojo zamisel na prepričanju, da sta Kellerjevo rečno korito, Plečnikove ureditve Gerberjevega stopnišča, presledka v obrežni ograji in arkadni loki pristana Makalonce opredelili vse nastavke za oblikovanje in postavitev brvi na tem mestu. Najbolj spoštljiv in najmanj moteč odgovor nanje tako daje povsem nevtralna in transparentna brv. 
Sedmega julija 2014 dopoldne so leseno Ribjo brv razrezali in odpeljali.
Na njenem mestu so konec septembra 2014 po načrtih na natečaju izbranega arhitekturnega biroja Arhitektura d.o.o. in inženirskega podjetja Ponting d.o.o. odprli prenovljeno minimalistično brv iz jeklene konstrukcije in s steklenimi ograjami. Zaradi izkušenj iz Mesarskega mostu, ima most ogrevana tla, kar naj bi preprečevalo poledenitev pohodne površine.